# Besa (moneta)
La besa è stata una moneta coniata dal governo italiano per la circolazione nella Somalia, allora colonia italiana.

## Storia
Il governo italiano decise l'emissione di una moneta specifica per la Somalia italiana. Questa moneta, la rupia somala, era suddivisa in 100 bese. 
In base al decreto n. 95 del 28 gennaio 1909, furono coniate monete in rame da 1, 2 e 4 bese. Al dritto era rappresentato il re Vittorio Emanuele III ed al rovescio l'indicazione del valore in italiano e somalo.
Furono coniate dal 1909 al 1913 e dal 1921 al 1924. Cessarono di avere corso legale dal 1º luglio 1925, quando la rupia fu sostituita dalla lira somala. 
Tutte le monete erano opera dell'incisore capo della zecca di Roma, Luigi Giorgi.